# لوئی-فرانسوا-کلمان بریگت
لوئی-فرانسوا-کلمان بریگت (انگلیسی: Louis-François-Clement Breguet؛ زاده ۲۲ دسامبر ۱۸۰۴ درگذشته ۲۷ اکتبر ۱۸۸۳) یک فیزیک‌دان اهل فرانسه بود.